# Cor Lemaire
Cornelis Johannes Lemaire (Amsterdam, 11 juni 1908 - aldaar, 16 juni 1981) was een Nederlands pianist, dirigent en componist. Hij is vooral bekend geworden door zijn samenwerking met Wim Kan en Annie M.G. Schmidt.
Cor Lemaire kwam uit een artistiek gezin; zijn ouders Jan Lemaire sr. en Anna Anken en zijn broer Jan Lemaire jr. waren allen acteurs. Hij kreeg bekendheid in de jaren 30 als pianist-componist van Louis Davids. Ook componeerde hij samen met Cor Steyn de muziek voor de speelfilm Boefje. Na het overlijden van Davids in 1939 werd hij door Wim Kan uitgenodigd om de tournee van zijn ABC-cabaret door Nederlands-Indië mee te maken. Na de Japanse invasie kwam hij in een jappenkamp terecht en pas in 1946 keerde hij terug naar Nederland.
In 1952 verliet Lemaire het ABC-cabaret om een eigen cabaretgezelschap te vormen, Cabaret Arabesque, waar onder anderen Hetty Blok deel van uitmaakte. Datzelfde jaar begon zijn samenwerking met Annie M.G. Schmidt. Hij schreef vele melodieën bij haar teksten voor het radioprogramma In Holland staat een huis over de Familie Doorsnee, en later het televisieprogramma Pension Hommeles. Een van zijn beroemdste composities daarin was "Ik zou je in een doosje willen doen," vertolkt door Henk van Ulsen en op de grammofoonplaat gezet door Donald Jones. Naast Harry de Groot en Hans van Hemert was hij de componist van verscheidene liedjes in de populaire televisieserie De kleine waarheid.
Aan het eind van de jaren 50 nam Cor Lemaire het initiatief tot wat later de Amsterdamse Academie voor Kleinkunst zou worden. Na zijn werk voor Schmidt werkte hij o.a. met en voor Kees Brusse, Albert Mol, Caroline Kaart en Jaap van de Merwe.
In latere jaren raakte Lemaire, die tijdens zijn leven toch veel erkenning had gekregen, tamelijk verbitterd. De opkomst van de popmuziek zag hij met lede ogen aan en toen in 1975 een Gouden Harp werd toegekend aan de Zangeres zonder Naam gaf hij, net als Wim Ibo, de zijne terug.